# Kattflicka

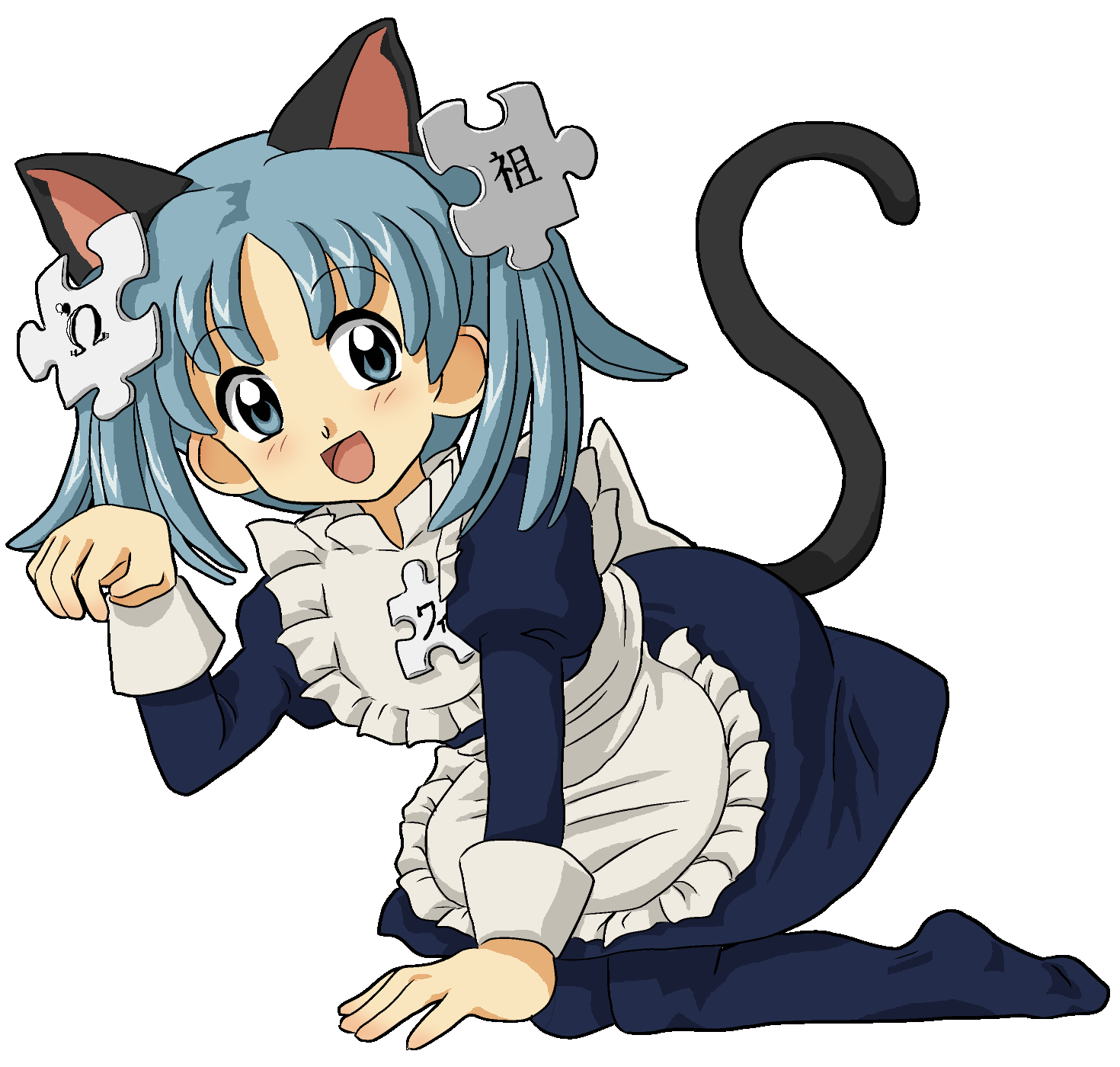
Wikipe-tan som en catgirl.

Kattflicka, är inom anime en fiktiv kvinnlig rollfigur med katt-utseende och dito personlighet i varierande grad från bara öron och svans till halvkatt med päls, ansikte och öron och övervägande kattlika personlighetsdrag; till exempel tvättar de sig som katter och gillar att leka med små föremål som liknar garnnystan.
Orube i w.i.t.c.h är tydligt inspirerad av catgirls men hon är mänsklig till utseendet.
Andra djurkombinationer existerar som doggirls, foxgirls eller bunnygirls men dessa räknas oftast till Kemonomimi.
I shōnen leder oftast fientliga catgirls band av antropomorfiska djur.
Det finns även figurer som förvandlas till catgirls i vissa serier.
Kattkillar ("neko boys") förekommer inom Bishōnen, shonen ai och yaoi.